# Опперсгаузен
Опперсгаузен (нім. Oppershausen) — громада в Німеччині, розташована в землі Тюрингія. Входить до складу району Унструт-Гайніх.
Площа — 8,58 км2. Населення становить 287 ос. (станом на 31 грудня 2021).